# Esbo kulturcentrum
Esbo kulturcentrum (finska: Espoon kulttuurikeskus) är ett kulturhus beläget i centrum av stadsdelen Hagalund i den finländska staden Esbo. Esbo kulturcentrum är huvudscenen för scenkonst i Esbo och erbjuder kultur- och offentliga tjänster samt anordnar utställningar, fester, möten, mässor och privata evenemang.

## Tjänster
I kulturcentrumet verkar Esbo musikinstitut, Esbo stadsorkester Tapiola Sinfonietta, Hagalunds bibliotek och Esbo arbetarinstitut. Bland annat Esbo stadsteater, April Jazz, Espoo Ciné, Tapiola Sinfonietta, PianoEspoo och KuoroEspoo producerar program för Esbo kulturcentrum.

## Arkitektur
Esbo kulturcentrum ligger intill Hagalunds centraltorn, mellan Kulturplatsen och Centralbassängen. Byggnaden är ritad av arkitekten Arto Sipinen och stod färdig år 1989. Huset har två salar: Louhisalen, som rymmer 300 personer och lämpar sig för teater, samt Tapiolasalen, som används för konserter och har en kapacitet på 800 personer.